# Боровик ле Галь
Борови́к ле Галь (лат. Boletus legaliae) — гриб рода Боровик (Boletus) семейства Болетовые (Boletaceae).

Название дано в честь миколога Марсель ле Галь.
Русские синонимы:
- Боровик законный[3]

## Описание
Шляпка диаметром 5—15 см, полушаровидная, гладкая, розово-оранжевого цвета.
Мякоть беловатая или светло-жёлтая, синеющая на срезе, с приятным запахом.
Ножка 8—16 см длиной, 2,5—5 см в толщину, вздутая, одного цвета со шляпкой, в верхней части поверхность покрыта красной сеточкой.
Трубчатый слой приросший зубцом, трубочки длиной 1—2 см с красными порами.
Споровый порошок оливково-коричневый, споры 13×6 мкм, веретеновидные.

## Экологияи распространение
Микоризообразователь с лиственными деревьями. Предпочитает щелочные почвы, распространён в Европе.
Сезон: лето — начало осени.

## Токсичность
При употреблении в пищу в сыром виде вызывает расстройство желудочно-кишечного тракта.

## Сходные виды
Существует группа красноокрашенных боровиков с синеющей мякотью, которые с трудом можно различить. Большинство из них встречаются очень редко, все такие грибы считают несъедобными или ядовитыми. К ним относятся:
- Боровик розовокожий (Boletus rhodoxanthus)
- Ложный сатанинский гриб (Boletus splendidus)
- Боровик розово-пурпурный (Boletus rhodopurpureus)[1]
- Боровик волчий (Boletus lupinus)[1]
- Boletus satanoides
- Боровик пурпурный (Boletus purpureus)